# 八坂站 (岐阜縣)

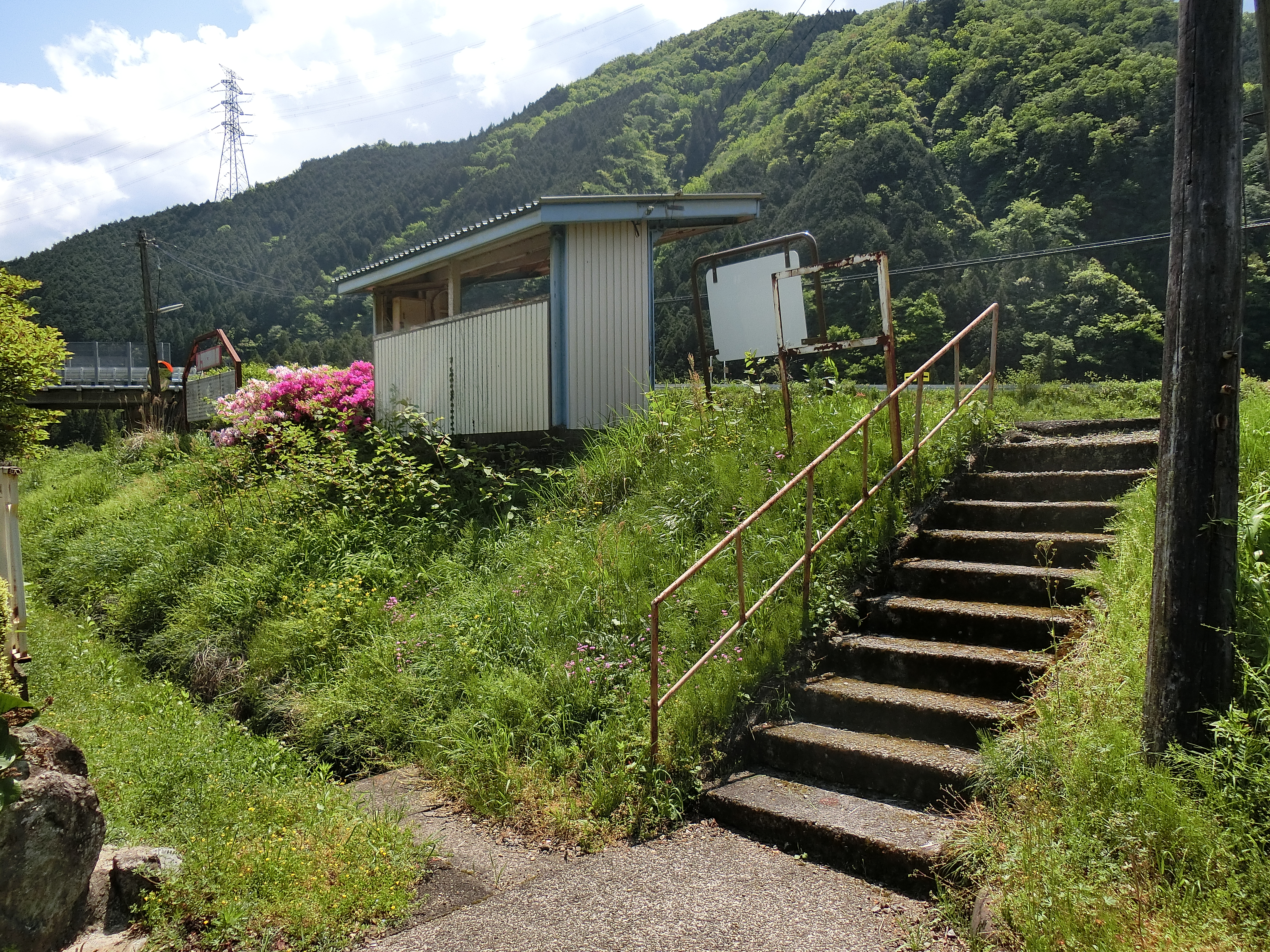
車站入口（2018年5月）

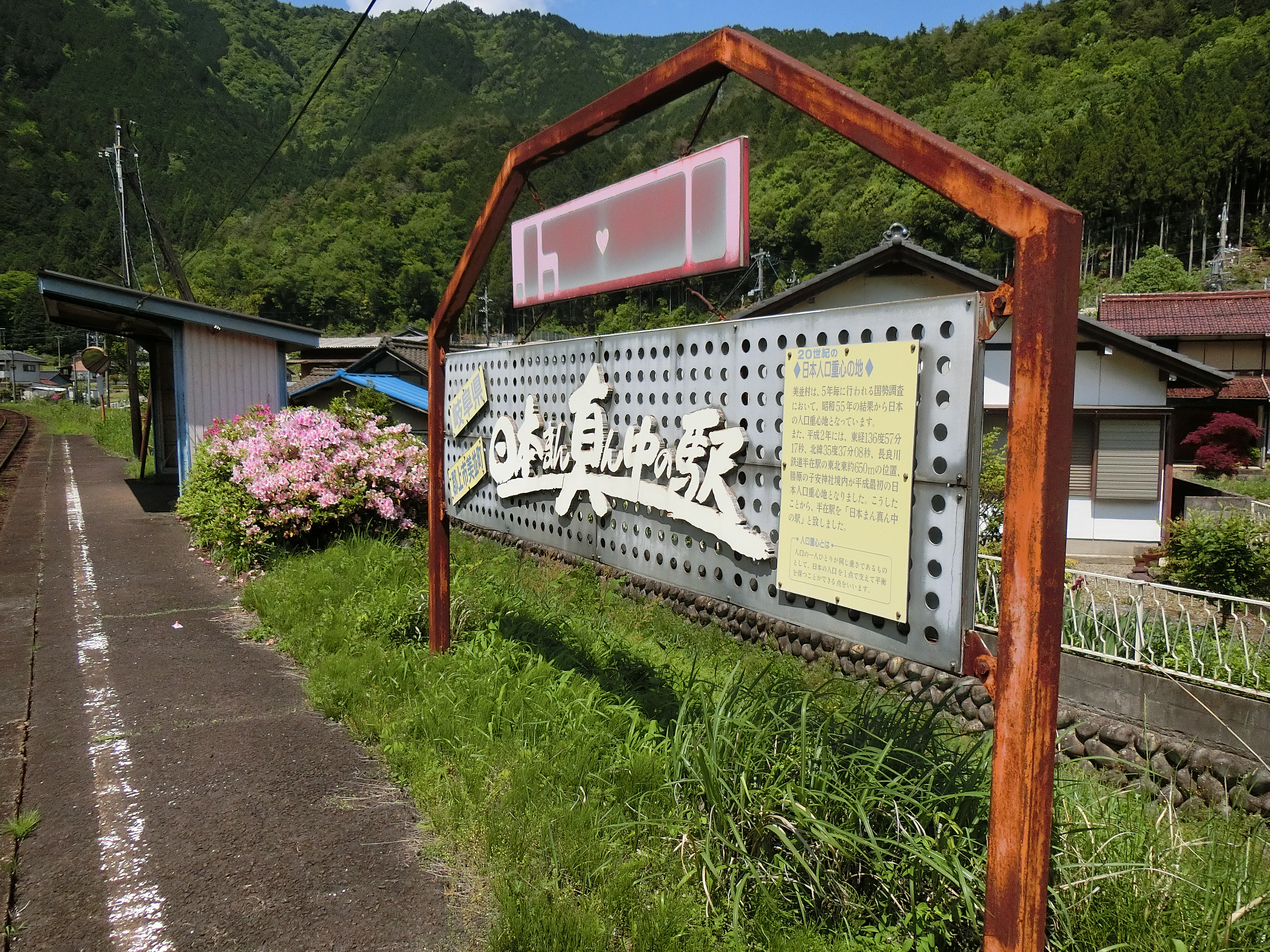
日本中央車站牌（2018年5月）

八坂站（日语：／ Yasaka eki */?）是位於岐阜縣郡上市美並町上田，長良川鐵道的越美南線車站。車站編號是17。此站接近日本人口中心位置，因此月台上設有「日本中央車站」牌。

## 歷史
- 1952年（昭和27年）7月1日 - 國鐵開設此站，當時車站名為半在站[1]。為旅客車站。
- 1986年（昭和61年）12月11日 - 國鐵越美南線由長良川鐵道接管，成為長良川鐵道車站[1]。
- 1993年（平成5年）12月 - 月台上設置「日本中央車站」牌[2]。
- 2006年（平成18年）4月1日 - 車站改名為八坂站[3]。

## 車站構造
車站是一座地面車站，設有1面1線單式月台。月台中央設有出入口。此站是無人車站。

## 使用狀況
| 年度               | 1日平均 乘車人次 | 1日平均 乘車人次 |
| ------------------ | ---------------- | ---------------- |
| 2011年（平成23年） | 4                |                  |
| 2012年（平成24年） | 3                |                  |
| 2013年（平成25年） | 3                |                  |
| 2014年（平成26年） | 5                |                  |
| 2015年（平成27年） | 5                |                  |

## 車站周邊
- 八坂神社
- 東海北陸自動車道
- 國道156號
- 長良川
- 岐北化學株式會社美並工場
- WWC泛舟中心（長良川泛舟設施）

## 巴士路線
郡上市自主運行巴士
- 美並南路線「八坂站前」巴士站（每日2往返班次，在盂蘭盆節、年尾、年初除外的星期二、五服務）
- 美並美濃線「八坂」巴士站（每日1往返班次，在盂蘭盆節、年尾、年初除外的星期一、五服務） ※位於車站東北200米的國道156號上。

## 相鄰車站
長良川鐵道
越美南線
木尾（16）－八坂（17）－美並子寶溫泉（18）

## 注腳
1. 1 2 3  曾根悟（日语：曽根悟）（監修）. 朝日新聞出版分冊百科編集部（編集） , 编. . 週刊朝日百科. 26号 長良川鉄道・明知鉄道・樽見鉄道・三岐鉄道・伊勢鉄道. 朝日新聞出版. 2011-09-18: 10-11 （日语）.
2. 1 2  . 交通新聞 (交通新聞社). 1993-12-10: 3 （日语）.
3. ↑  . 中日新聞 (中日新聞社). 2006-03-14: 26（中農版） （日语）.

## 外部連結
- 八坂站｜【官方網站】長良川鐵道株式會社 （页面存档备份，存于）（日語）